# 2013 en Afrique du Sud
Chronologie de l'Afrique du Sud
- 2009
- 2010
- 2011
- 2012
- 2013
- 2014
- 2015
- 2016
- 2017

Cet article présente les faits marquants de l'année 2013 en Afrique du Sud, ou concernant le pays.

## Évènements
- 3 janvier : le cycliste olympique sud-africain vététiste et ancien champion du monde Burry Stander est tué dans un accident de la route alors qu'il s'entraînait près de chez lui[1].
- 10 mai : éclipse solaire annulaire (visible dans l’hémisphère sud).
- 5 décembre : mort de Nelson Mandela.

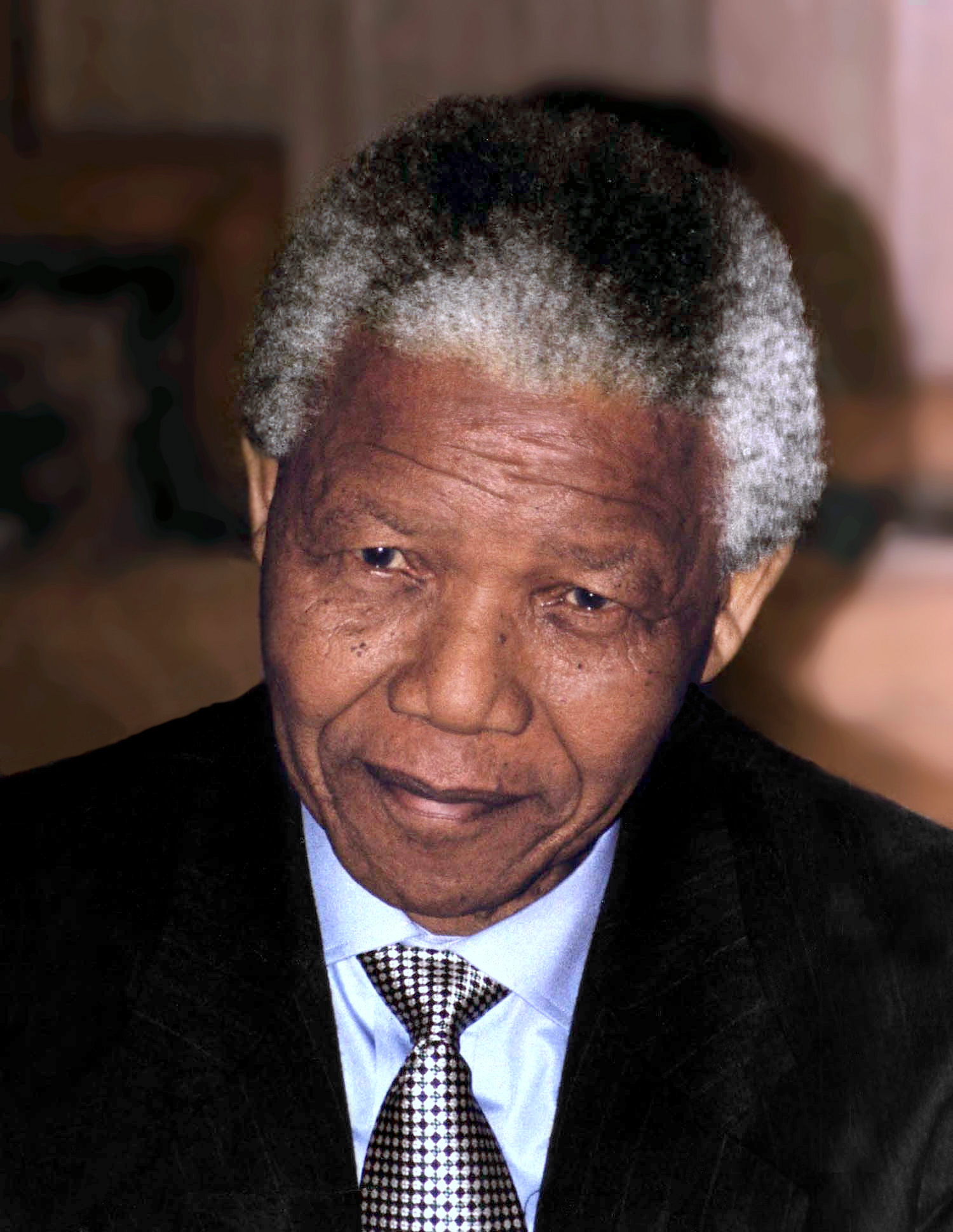
Nelson Mandela en 1994.

- 10 décembre : la cérémonie d'État à la mémoire de Nelson Mandela s'est déroulée au stade Soccer City de Soweto. Plus de 140 chefs d'État, chefs de gouvernement et souverains royaux y ont assisté[2], ainsi que des dizaines de dirigeants d'organisations internationales (parmi lesquels Ban Ki-moon, Irina Bokova, Nkosazana Dlamini-Zuma, José Manuel Barroso, Barack Obama, David Cameron, François Hollande, Joachim Gauck, Enrico Letta, Stephen Harper, Dilma Rousseff et Tony Abbott). Plus de 185 pays et 30 organisations internationales étaient représentés.
- 24 décembre : le message télévisé annuel de Noël du président de l'Afrique du Sud est prononcé par le vice-président de l'Afrique du Sud Kgalema Motlanthe[3].

## Culture

### Cinéma
- Death Race: Inferno.
- Four Corners (film, 2013).
- Layla Fourie.
- Mandela : Un long chemin vers la liberté.
- Of Good Report.
- Plot for Peace.
- Zulu (film, 2013).

## Sport

### Cyclisme
- Championnats du monde de VTT et de trial 2013.
- Championnats d'Afrique de VTT 2013.

### Escrime
- Championnats d'Afrique d'escrime 2013.

### Football
- Coupe d'Afrique des nations de football 2013.
- Championnat d'Afrique du Sud de football 2012-2013.

### Rugby
- Saison 2013 de la Currie Cup Premier Division.
- Saison 2013 de Super Rugby.
- The Rugby Championship 2013.
- Tournoi d'Afrique du Sud de rugby à sept 2013.